# ماكسيميليان برن
ماكسيميليان برن (بالألمانية: Maximilian Bern)‏ هو كاتب ألماني، ولد في 11 نوفمبر 1849 في خيرسون في أوكرانيا، وتوفي في 10 سبتمبر 1923 في برلين في ألمانيا.

## وصلات خارجية
- ماكسيميليان برن على موقع ميوزك برينز (الإنجليزية)